# Westre
Westre (danès Vestre) és una ciutat del districte de Nordfriesland, dins l'Amt Südtondern, a l'estat alemany de Slesvig-Holstein. Es troba arran de la frontera amb Dinamarca. El 2022 tenia 350 habitants.